# ITV Studios
ITV Studios Limited é uma empresa multinacional britânica de produção e distribuição de programas de televisão de propriedade da rede ITV. A empresa está sediada em 12 países, com escritórios no Reino Unido, Estados Unidos, Bélgica, Austrália, Alemanha, Holanda, Itália, Israel, França, Espanha e Escandinávia. A ITV Studios não produz programas apenas para sua controladora ITV plc, mas também para outras redes, como a BBC e o Channel 4.

## História
A Granada Productions foi fundada em 1954 como a divisão de produção interna da Granada Television. Em 2009, a Granada Productions e a Carlton International fundiram-se para formar ITV Studios. Em maio de 2017, a ITV plc adquiriu a produtora World Productions. Como resultado da aquisição, a empresa agora faz parte da ITV Studios, com a ITV Studios Global Entertainment cuidando da distribuição internacional de futuras séries. No mesmo ano, a ITV Studios também adquiriu a produtora sueca Elk Production, e assumiu o controle da produtora dinamarquesa Apple Tree Productions.
Em outubro de 2017, adquiriu 51% da produtora italiana de cinema e televisão Cattleya, tornando-se assim o acionista majoritário da empresa. No mesmo ano, a produtora norte-americana de filmes de terror Blumhouse Productions vendeu uma participação de 45% no estúdio de televisão independente Blumhouse Television para a ITV Studios.
Em 1º de outubro de 2019, a ITV Studios reestruturou todo o seu negócio de distribuição criando três novas divisões. Como resultado, a Talpa Media foi fechada enquanto a Talpa Global foi absorvida pela nova divisão "Global Entertainment". Em 1º de julho de 2020, foi anunciado uma parceria com a BMG Rights Management, incluindo uma joint venture para o desenvolvimento de uma plataforma online de música personalizada. Como parte do acordo, as duas empresas lançarão uma nova gravadora musical.
Em 28 de abril de 2021, a ITV Studios expandiu-se para Espanha com o lançamento da Cattleya Producciones, uma ramificação da sua subsidiária italiana Cattleya.